# Ignacio de Loyola
Ignacio de Loyola (Loyola, 1491-Roma, 31 de julio de 1556) fue un soldado y sacerdote español fundador de la Compañía de Jesús, de la que fue el primer general. En esta orden se profesan los votos habituales de pobreza, castidad y obediencia además de otro especial de obediencia al papa. La Compañía de Jesús tuvo un importante papel durante la Contrarreforma.  
El papa Gregorio XV lo canonizó el 12 de marzo de 1622 junto con Francisco Javier, Felipe Neri, Teresa de Jesús e Isidro Labrador. Pío XI lo declaró patrono de los ejercicios espirituales en 1922. El metodista Jesse Lyman Hurlbut consideró a Ignacio de Loyola como una de las personalidades más notables e influyentes del siglo XVI.

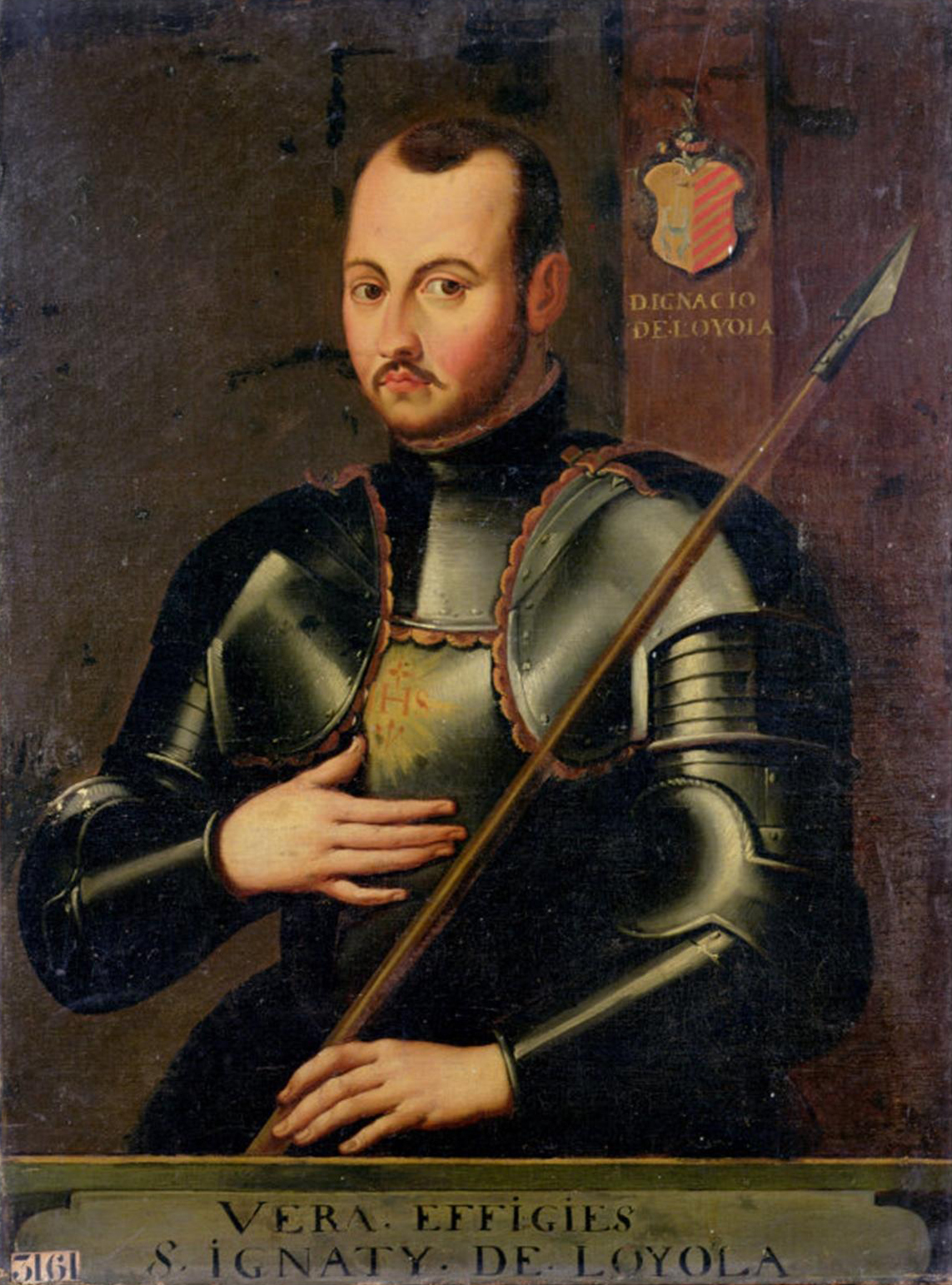
Vera effigies S. Ignaty de Loyola, verdadera imagen de S. Ignacio, con armadura militar. Anónimo del, escuela francesa.

En mayo de 1521, cuando era gentilhombre del virrey de Navarra, cayó herido en combate en la batalla de Pamplona frente a un contingente de navarros y franceses que apoyaba el reinado de Enrique II de Navarra. Este hecho sería determinante en su vida, pues la lectura durante su convalecencia de libros religiosos lo llevaría a profundizar en la fe católica y a la imitación de los santos. 
Así que ya estando sano se propuso peregrinar a Jerusalén, para lo cual necesitaba llegar antes a Roma. En su trayecto se detuvo en Montserrat y Manresa, donde comenzó a desarrollar sus ejercicios espirituales, base de la espiritualidad ignaciana.
A su vuelta de Tierra Santa, comenzó sus estudios y a dedicarse a la predicación, basándose en el método de sus ejercicios espirituales. Fue procesado en Alcalá de Henares y en Salamanca, y se le prohibió predicar hasta que hubiera estudiado cuatro años. Decidió continuar sus estudios en París, donde estudió humanidades, filosofía y un año y medio de teología. En París decidieron seguirle Pedro Fabro y Francisco Javier, entre otros.
Ignacio y sus compañeros acabaron haciendo en Montmartre un voto para vivir en la pobreza, ayudar al prójimo y peregrinar a Jerusalén o, de no ser posible, ponerse a disposición del papa. Debido a la guerra contra los otomanos fue imposible embarcar a Tierra Santa. Ignacio partió a Roma junto a Pedro Fabro y Diego Laínez, experimentando durante todo el viaje multitud de sentimientos espirituales y una especial confianza en que Dios les sería favorable en esa ciudad.
Allí se dedicó a impartir sus ejercicios espirituales, pero pronto sufrió las críticas de personalidades influyentes que difundieron rumores en su contra, acusándolo de ser un fugitivo de la Inquisición. Para impedir que las acusaciones prosperasen y acabasen impidiendo su actividad, Ignacio quiso que se abriese un proceso formal para así ser declarado públicamente inocente. Este proceso se resolvió a su favor.
En noviembre de 1538 Ignacio y sus compañeros se pusieron a disposición del papa.
En 1541 se procedió a designar al primer general de la Compañía de Jesús, resultando Ignacio elegido unánimemente por sus compañeros. Sin embargo, rechazó la designación y pidió que la votación se repitiese tras madurarlo más profundamente. Volvió a ser elegido en segunda votación y, tras reflexionar y confesar sus pecados, finalmente aceptó.
Estuvo quince años al frente de la Compañía de Jesús como general, permaneciendo en Roma. La misma prosperó al punto que contaba con más de mil miembros en más de cien casas —en su mayoría colegios y casas de formación— repartidas en doce provincias al momento de su muerte. Sus ejercicios espirituales, publicados en 1548, ejercieron una influencia proverbial en la espiritualidad posterior como herramienta de discernimiento. Murió el 31 de julio de 1556 y su cuerpo, que fue inicialmente sepultado en la iglesia de Santa Maria della Strada, fue trasladado a la iglesia del Gesù, sede de la Compañía.

## Nombre
Según los biógrafos jesuitas Cándido de Dalmases Jordana y Albert Logchamp, su nombre completo fue Íñigo López de Loyola. Se le puso el nombre del abad san Íñigo, que se corresponde con el nombre de origen prerromano Enneco.
En un proceso de 1515 se le llama tanto Íñigo como Eneco.
En vasco se le ha llamado «Eneko de Loiola».
En ocasiones el nombre ha aparecido en latín como «Enecus».
Él solía firmar con la fórmula «De bondad pobre, Ynigo», ya que la «y» y la «n» eran grafías corrientes en lugar de la «i» y la «ñ» hasta el siglo XVII.
La primera vez que aparece nombrado con el nombre en latín Ignatius («Ignacio» en castellano e «Iñaki» en vasco) es en 1531 en la lista de alumnos del rector de la Universidad de París. Ignatius aparece también en el diploma de maestro en artes liberales expedido por la universidad el 14 de marzo de 1534. No explicó las razones del cambio, aunque fue devoto de san Ignacio de Antioquía. Según un biógrafo del siglo XVI, Pedro de Ribadeneira, "tomó el nombre de Ignacio por ser más universal" o "más común a las otras naciones".
En la década de 1540 aún firmaba algunos escritos en castellano con la fórmula «De bondad pobre, Ynigo», como la carta que escribió a la monja Teresa Rejadella en 1543 o el recado a fray Barberá en 1546.

## Biografía
Existen dos biografías del siglo XVI de san Ignacio de Loyola:
- El Relato del Peregrino (una parte en castellano y otra en italiano 1553-1555), que es una autobiografía recogida por el jesuita Luís Gonçalves da Câmara (disponible en Wikisource). El escritor Federico Ortés considera que el escrito fue ocultado por los jesuitas a partir de 1565.[25] En 1731 los bolandistas publicaron una edición en latín. En 1904 se publicó una edición basada en el original, en español e italiano. En 1942 se volvió a publicar. En 1973 se difundió más ampliamente una nueva edición.[26]

- La Vida de Ignacio de Loyola (en latín 1572, en castellano 1583), del jesuita Pedro de Ribadeneira. Hubo ediciones retocadas por el autor en 1584, 1586, 1594, 1595 y 1605. Luego no volvió a editarse hasta 1863.[26]

### Entorno familiar
Su padre, Beltrán Ibáñez (o Yáñez) de Oñaz, señor de la casa de Loyola de Azpeitia, nació hacia 1439. Firmó su capitulación matrimonial en Loyola el 13 de julio de 1467 con Marina Sánchez de Licona.
Marina nació en Ondarroa. Algunos historiadores afirman que nació en Azcoitia pero según Cándido de Dalmases esto no es posible ya que el padre de Marina, Martín García de Licona, compró la casa de Balda de ese lugar en 1459. La madre de Marina, según testigos de 1561, fue María de Zarauz.
Según Ribadeneira el matrimonio tuvo ocho hijos y cinco hijas. Según documentación conservada los varones se llamaron Juan Pérez, Martín García, Beltrán, Ochoa Pérez, Hernando, Pero López e Íñigo López, mientras que las mujeres tuvieron por nombre Juana, Magdalena, Petronila y Sancha Ibáñez.
Pero López fue eclesiástico en Azpeitia. El primogénito, Juan Pérez, murió en la guerra en Nápoles en 1496.
Íñigo (san Ignacio) fue el último hijo del matrimonio y debió de nacer en 1491, probablemente el 1 de junio, si bien no se conserva su partida de bautismo.
El padre hizo testamento el 23 de octubre de 1507. Este documento se ha perdido pero se sabe que dejó como heredero universal a su hijo mayor, Martín García.

### Juventud
El contador mayor de la Hacienda de Castilla, el hidalgo Juan Velázquez de Cuéllar, le pidió al señor de Loyola que mandase a Arévalo a uno de sus hijos para tenerlo en su casa como propio. María de Velasco, mujer del contador mayor de Castilla, era pariente de la madre de san Ignacio y es posible que existiese una estrecha amistad entre ambas familias antes de esta petición.
Se desconoce la fecha del traslado de san Ignacio a Arévalo. El historiador jesuita Fidel Fita dice que ocurrió en 1496 pero Cándido de Dalmases lo atrasa hasta entre 1504 y 1507.
Juan Velázquez de Cuéllar fue contador mayor desde 1495 y miembro del Consejo Real desde 1497. Su casa estaba en Arévalo pero estaba obligado a seguir a la Corte itinerante de los Reyes Católicos.
Juan Velázquez fue albacea testamentario de los reyes Isabel y Fernando. Cuando Isabel la Católica murió en 1504 numerosos objetos que habían pertenecido a la soberana pasaron por la casa del contador mayor en Arévalo y fueron vendidos. Entre estos objetos había libros religiosos, algunos de los cuales fueron adquiridos por María de Velasco. De este modo, san Ignacio pudo haber tenido acceso a libros que pertenecieron a Isabel.
Fernando el Católico se casó en segundas nupcias con Germana de Foix. María de Velasco sirvió a Germana y eran íntimas amigas.
Según Ribadeneira, san Ignacio era muy buen escribano y perfeccionó su letra en Arévalo. Según Juan Alfonso de Polanco, en este tiempo san Ignacio escribió un poema al apóstol san Pedro.
También entabló amistad con Alonso de Montalvo, un paje del contador mayor que llegaría a ser un noble muy rico.
Sobre su personalidad en estos tiempos, el mismo san Ignacio dijo que hasta los 26 años fue «dado a las vanidades del mundo y principalmente se deleitaba en ejercicio de armas con un grande y vano deseo de ganar honra».
Él, su hermano Pero y algunos otros miembros del clan familiar fueron acusados de cometer actos de violencia contra el clero de la parroquia de Azpeitia, con el que tenían discrepancias, el Carnaval de 1515. El crimen habría tenido lugar lugar "de noche, con propósito deliberado, a traición y con una emboscada". Hubo un proceso penal, del que se conservan algunos documentos, y finalmente salió liberado.
Fernando el Católico estuvo con Juan Velázquez en Segovia, Burgos, Valladolid, Tordesillas, Medina del Campo, Madrid y Toledo. El historiador jesuita Luis Fernández Martín dice que en 1508 Fernando el Católico estuvo con este contador mayor en Córdoba y Sevilla. Hay documentación que demuestra que Fernando estuvo con sus contadores mayores de nuevo en Sevilla en 1511. Es muy posible que san Ignacio acompañase a Juan Velázquez en estos viajes.
Fernando el Católico murió en enero de 1516, lo que trajo la ruina de Juan Velázquez. Carlos I dispuso que se diesen a Germana de Foix las villas de Arévalo, Madrigal de las Altas Torres, Olmedo y Santa María la Real de Nieva. Las dos primeras localidades habían sido confiadas a Juan Velázquez previamente y se dispuso que este las tuviera en nombre de Germana y que se le diesen honores a esta. Esto no suponía un perjuicio económico para Juan Velázquez, pero él se negó y puso Arévalo en pie de guerra. Según Prudencio de Sandoval, esto duró entre noviembre de 1516 y marzo de 1517. Juan Velázquez, que arrastraba una deuda de 16 millones de maravedís y que había perdido en la lucha a su primogénito Gutierre, fue en junio de 1517 a Madrid a ver al cardenal Cisneros y murió en esta ciudad el 12 de agosto de ese año.
María de Velasco le dio a san Ignacio 500 escudos y dos caballos para que fuese a Pamplona a ofrecerse a servir al duque de Nájera, Antonio Manrique de Lara, que desde mayo de 1516 era virrey de Navarra. El virrey le nombró gentilhombre.
Antonio Manrique de Lara estuvo con Carlos I en las Cortes de Valladolid de 1518. Es posible que san Ignacio le acompañase. En este lugar su hermano, Martín García, señor de Loyola, obtuvo permiso del monarca para instituir un mayorazgo gracias a la intervención del duque de Nájera.
En el contexto de la Guerra de las Comunidades de Castilla (1520-1522), la villa de Nájera se rebeló contra Antonio Manrique de Lara. El 18 de septiembre de 1520 san Ignacio tomó parte en la expedición que sometió a los rebeldes. Según Juan Alfonso de Polanco algunos de los expedicionarios se dedicaron al saqueo pero san Ignacio no cayó en eso, dando muestras de "de grande y noble ánimo y liberal".
En 1521 algunas villas de Guipúzcoa, entre las que se encontraban Azpeitia y Azcoitia, protestaron contra el nombramiento de Cristóbal de Acuña como corregidor de la provincia argumentando que aquello iba contra sus fueros. Según Juan Alfonso de Polanco, el duque de Nájera se sirvió de san Ignacio para solucionar el conflicto, llegándose a firmar un laudo arbitral el 12 de abril de 1521. Polanco añade que san Ignacio dio muestras "de ser ingenioso y prudente en las cosas del mundo y de saber tratar los ánimos de los hombres, especialmente en saber acordar diferencias o discordias".
En 1512 las tropas castellanas habían conquistado el Reino de Navarra. En 1521 el rey Francisco I de Francia decidió apoyar a Enrique de Albret en sus aspiraciones al trono de Navarra, contando con el apoyo de los navarros agramonteses. El virrey de Navarra se fue a Segovia para pedir los refuerzos necesarios para defender el territorio y dejó a Pedro de Beaumont a cargo de la defensa de Pamplona. Los vecinos y el concejo de Pamplona argumentaron que el mando les correspondía a ellos en ausencia del virrey y decidieron marcharse.
En mayo de 1521 llegaron a Pamplona Martín García de Oñaz y su hermano san Ignacio con un grupo de soldados que habían reunido en Guipúzcoa. Martín García vio el panorama y decidió marcharse con las tropas pero san Ignacio consideró que aquello era huir y decidió ir al castillo de Pamplona para participar en la defensa de la ciudad. El 19 de mayo se encerró en el castillo también su alcaide, Miguel de Herrera. Ese mismo día los diputados de Pamplona juraron en Villava lealtad a Enrique de Albret.
Los franceses conquistaron Pamplona y fueron a tomar el castillo, que entonces estaba en obras. Según el historiador jesuita Joseph Marie Cros entre los atacantes estaban dos hermanos de san Francisco Javier: Miguel y Juan de Jassu. San Ignacio logró evitar que se llegase a una capitulación. En el combate, una bala de culebrina o falconete le rompió una pierna y le lastimó la otra. El jesuita Niccolò Orlandini dice que esto ocurrió el 20 de mayo de 1521, lunes de Pentecostés. La rendición del castillo tuvo lugar el día 23 o 24 de mayo.
Los franceses le practicaron las primeras curas a san Ignacio y los españoles le llevaron en unas andas a la casa de Esteban de Zuasti. Luego, fue trasladado a la casa de Loyola, donde le recibió el matrimonio de Martín García y Magadalena de Araoz.
Según el propio san Ignacio, los huesos fueron colocados mal en la primera cura y hubo que operarle otra vez. Su salud empeoró y, el 28 de junio, los médicos dijeron que si no mejoraba antes de la medianoche iba a morir. Esa misma noche, víspera de la festividad de San Pedro y San Pablo, empezó a encontrarse mejor.
Los huesos se fueron soldando pero en una de las piernas un hueso quedó montado sobre el otro, haciendo que fuese más corta y con un bulto. Por esto, decidió someterse a una nueva operación más dolorosa que la anterior.
San Ignacio dijo que le trataron médicos y cirujanos, en plural, y se conoce el nombre de un cirujano que le trató: Martín de Iztiola, de Azpeitia.

### Aspiraciones religiosas
En el tiempo de convalecencia, quiso leer libros de caballerías pero no había en la casa de Loyola. En lugar de eso leyó la Vita Christi, obra en cuatro volúmenes del cartujo Ludolfo de Sajonia traducida por el franciscano Ambrosio Montesino. También leyó Flos sanctorum, un libro de vidas de santos escrito por el dominico Santiago de la Vorágine y traducido por el cisterciense Gauberte Fabricio de Vagad.
Durante esta etapa también dedicaba mucho tiempo a pensar en qué decirle a una dama y qué hechos de armas llevar a cabo para conquistarla. No se sabe si esta mujer existió o si era una figura imaginaria. Es posible que se tratase de Catalina de Austria, hermana de Carlos I, a quien pudo conocer en Tordesillas o Valladolid. Catalina se casó en 1525 con Juan III de Portugal.
San Ignacio empezó a discernir cómo los pensamientos sobre Dios entraban con dificultad pero le dejaban contento y sosegado mientras que los pensamientos del mundo entraban con facilidad y le dejaban descontento. Los pensamientos de Dios le llevaban a imitar a los santos. Entonces tomó la decisión de ir a Jerusalén y de llevar una vida de rigurosa penitencia.
En su autobiografía se dice:

Y cobrada no poco lumbre de aquesta leción, comenzó a pensar más de veras en su vida pasada, y en quánta necesidad tenía de hacer penitencia della. Y aquí se le ofrecían los deseos de imitar los santos, no mirando más circunstancias que prometerse así con la gracia de Dios de hacerlo como ellos lo habían hecho. Mas todo lo que deseaba de hacer, luego como sanase, era la ida de Hierusalem, como arriba es dicho, con tantas disciplinas y tantas abstinencias, cuantas un ánimo generoso, encendido de Dios, suele desear hacer.

Estando una noche despierto se le apareció la Virgen María con el niño Jesús, lo cual le consoló.
Posteriormente tomó un cuaderno de unas 300 hojas y se puso a escribir sobre los libros de religión que estaba leyendo. Escribía las palabras de Jesucristo con tinta roja y las de la Virgen María con tinta azul.
Se propuso entrar como cartujo en el Monasterio de Santa María de las Cuevas de Sevilla y le pidió a un amigo que iba a Burgos que fuese al Monasterio de Santa María de Miraflores y le informase de su regla cartuja. Esta regla le gustó a san Ignacio, pero finalmente no se hizo de esa orden.
Paralelamente, el 21 de agosto de 1521 el duque de Nájera fue cesado del cargo de virrey de Navarra y, a comienzos de 1522, fue escogido papa Adriano VI, que se encontraba en España. El nuevo papa debía de pasar por Zaragoza y Barcelona antes de llegar a Roma.
San Ignacio partió de la casa de Loyola a finales de febrero de 1522 acompañado de un hermano. Este posiblemente fuese el religioso Pero López. Pasaron antes por el Santuario de Nuestra Señora de Aránzazu. San Ignacio realizó una vigilia de oración antes de venerar a la Virgen de Aránzazu. Es posible que fuese en este santuario mariano donde realizó su voto de castidad.
Posteriormente se despidió de su hermana Magdalena en Anzuola. En este lugar o en Oñate se separó de su hermano y continuó solo hasta el pueblo riojano de Navarrete para encontrarse con el duque de Nájera. Su propósito era despedirse del duque y pedirle unos pocos ducados que le adeudaba. Tras cobrar el dinero lo repartió y dio una parte para el ornato de una imagen de la Virgen.
Desde La Rioja hasta Barcelona el camino pasaba por Tudela, Pedrola, Zaragoza, Lérida, Cervera e Igualada.
En un pueblo cercano a Barcelona, posiblemente Igualada, compró unas esparteñas para los pies y una tela de saco para hacerse una túnica de peregrino. Solo se puso una de las esparteñas, en el pie derecho, ya que la pierna derecha era la que tenía más dañada.
Llegó al Monasterio de Montserrat, de los benedictinos, donde hizo una confesión general de toda su vida con el fraile francés Juan Chanon. El 24 de marzo se quedó solo con la túnica de peregrino y entregó el resto de su ropa a un pobre. Luego llevó a cabo una vigilia ante el altar de la Virgen de Montserrat la noche entre el 24 y el 25 de marzo de 1522.

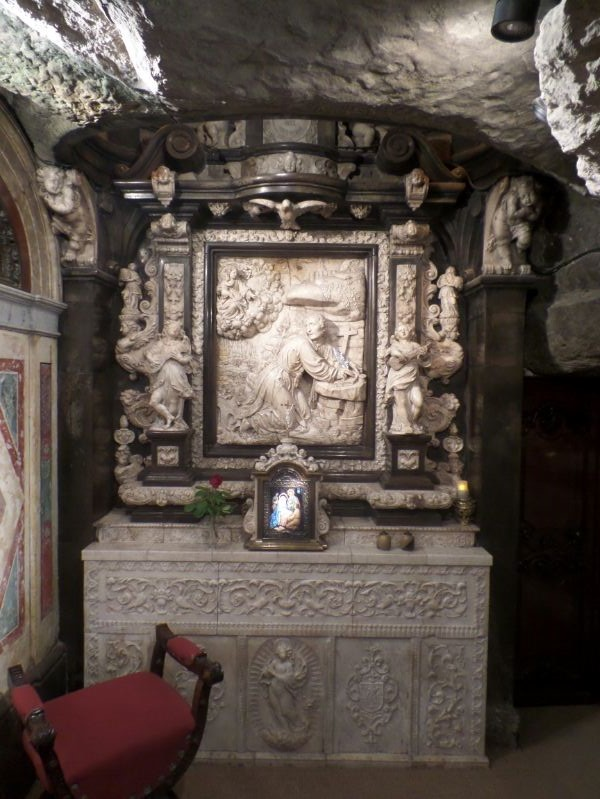
Relieve de San Ignacio viendo a la Virgen María con el niño Jesús. Santa Cueva de Manresa.

Decidió dirigirse unos días al Hospital de Santa Lucía de Manresa, a donde llegó el 25 de marzo. San Ignacio dijo que evitó quedarse en la ciudad de Barcelona para no ser reconocido. Es posible que le preocupase encontrarse con la comitiva del papa Adriano VI, entre la cual había funcionarios que le conocían, aunque por entonces este grupo se encontraba todavía en Zaragoza.
Se dio la circunstancia de que por aquel entonces hubo una epidemia de peste en Barcelona y se prohibió entrar a los forasteros. Otro asunto era que para viajar a Jerusalén era preciso que el papa le diese autorización en la Pascua, que ese año caía el 22 de abril, y le era imposible llegar a Roma antes de esa fecha. Estas debieron ser las causas por las que pasó en Manresa once meses.
En Manresa se alojó en el Hospital de Santa Lucía, en el convento de los dominicos (donde fue su confesor Garcelán Perelló) y en casas de bienhechores apellidados Ferrer, Amigant y Canyelles. Se retiraba a rezar a una cueva en la ladera de un monte junto al río Cardener.

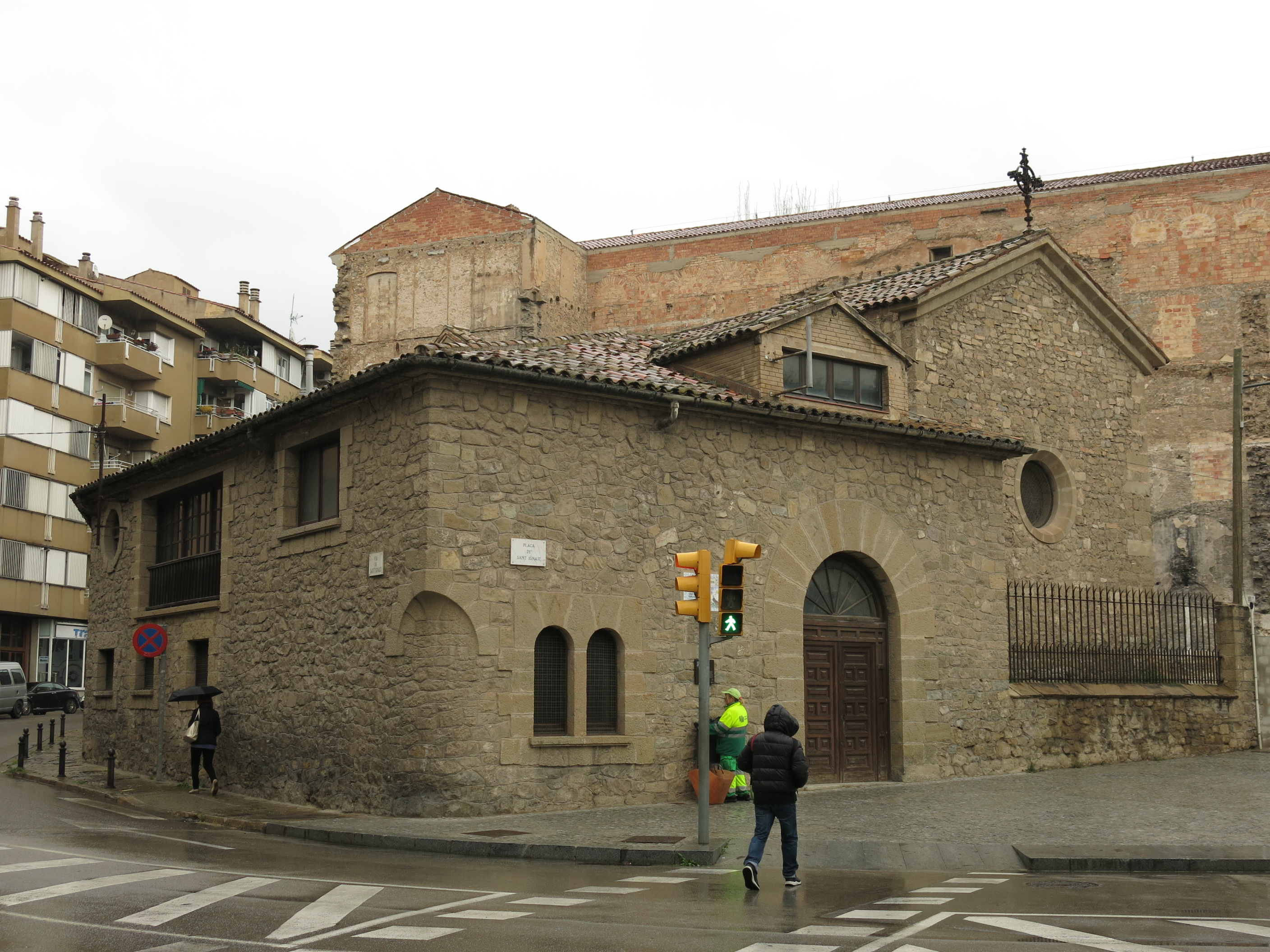
La Capilla del Rapto junto a la Iglesia de Santa Lucía de Manresa. Las originales fueron destruidas en la Guerra Civil (1936-1939) y lo que puede verse actualmente es una reconstrucción de la década de 1950.

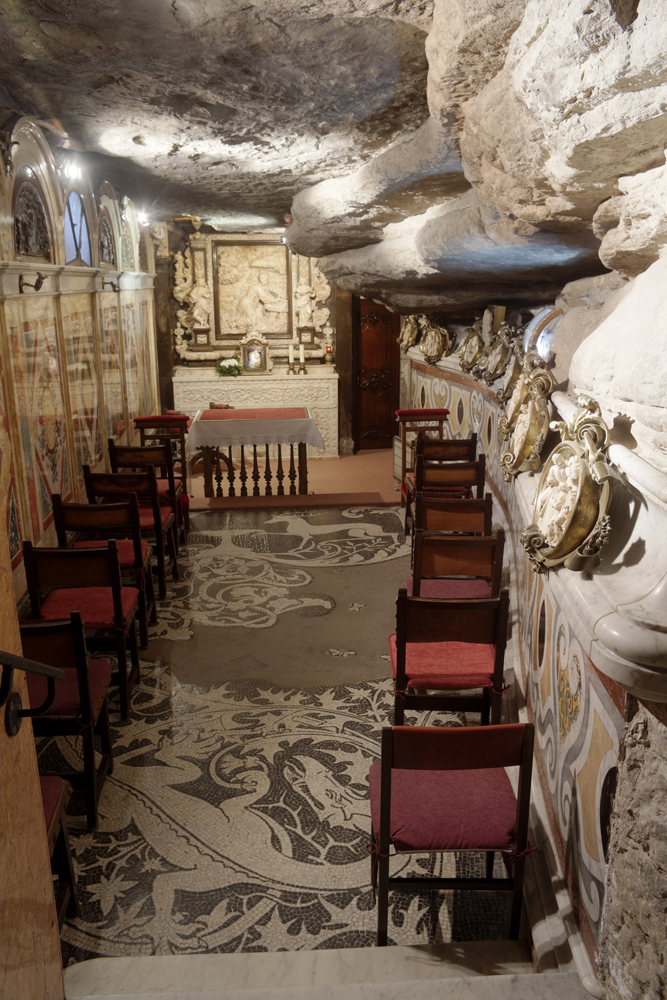
Interior de la cueva de Manresa donde Ignacio de Loyola se retiró para meditar, hoy en día reconvertida en un santuario.

Ribadeneira y Polanco cuentan que un sábado, estando san Ignacio en el Hospital de Santa Lucía de Manresa, quedó inconsciente y volvió en sí el siguiente sábado diciendo "Ay, Jesús". El jesuita del siglo XVII Daniello Bartoli dijo que san Ignacio tuvo una visión de la Compañía de Jesús en este episodio, pero esto se desconoce. Este ha sido llamado el Rapto de San Ignacio.

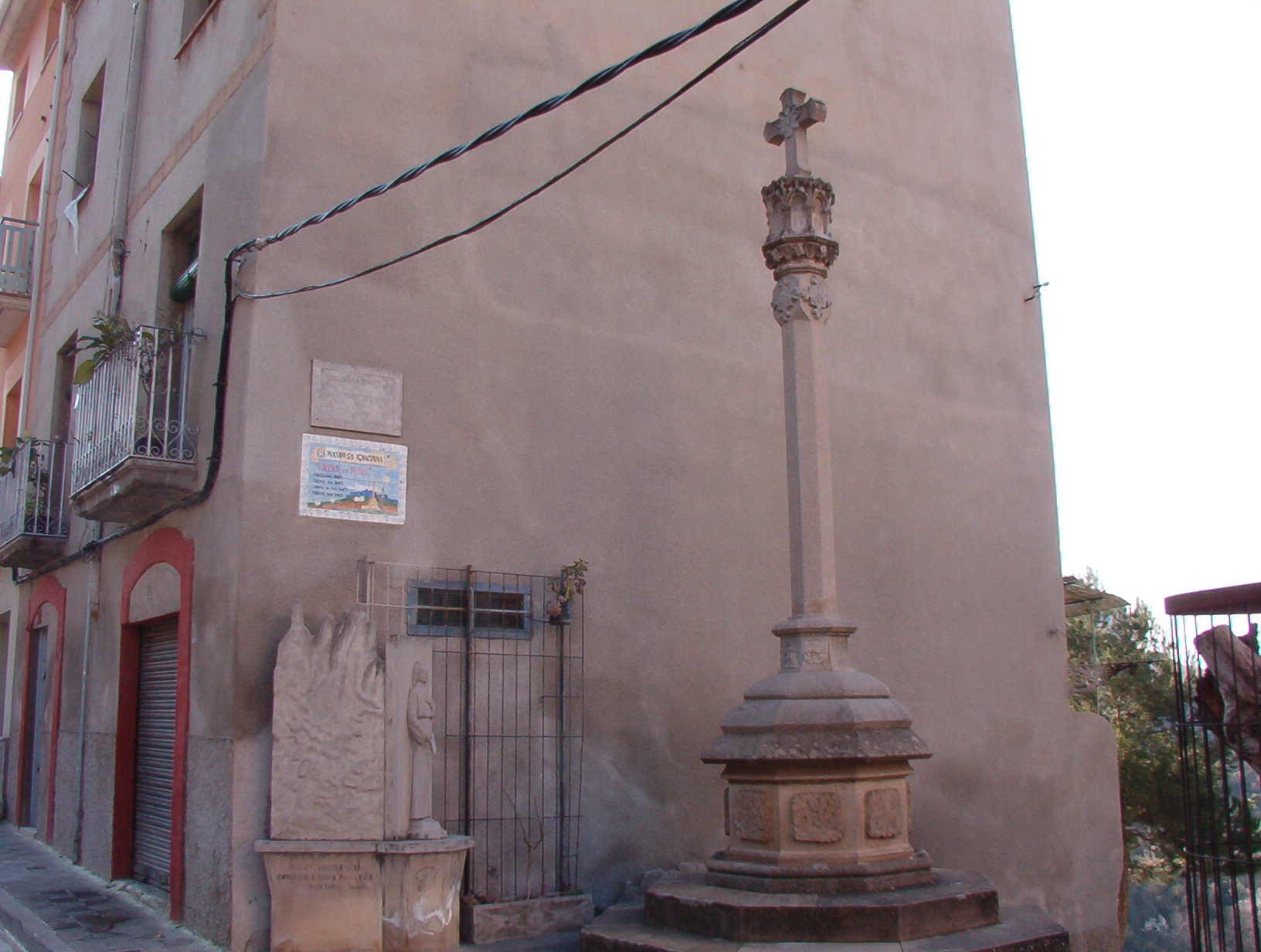
Cruz del Tort. Manresa. La cruz original desapareció en 1902 y esta es una réplica de 1903.

En otra ocasión, él mismo narró que cuando se dirigía a la Iglesia de San Pablo de Manresa tuvo una experiencia mística, diferente de una visión, en la que le sobrevino mucho conocimiento. Este episodio ha sido llamado la Ilustración del Cardener. Después de esto, se puso de rodillas frente a la Cruz del Tort, que había en el camino. Los jesuitas Nicolás Lanicici y Nicolás Orlandini confundieron este hecho con el Rapto de San Ignacio.
En Manresa escribió sus ejercicios espirituales, que corregiría y ampliaría durante sus estancias en París y Roma.
Durante su etapa en Manresa entabló amistad con un fraile cisterciense del Convento de San Pablo.
En febrero de 1523 se dirigió a Barcelona. Rezó en la Capilla de Marcús a Nuestra Señora de Guía y se dirigió a la calle Febers, actualmente llamada calle San Ignacio, donde tenía su casa y su tienda Inés Pascual. Se alojó en la casa de esta bienhechora. Frecuentó el Monasterio de San Matías, de monjas jerónimas. También frecuentó el Monasterio de San Jerónimo del Valle de Hebrón y las ermitas que había en Sant Genís dels Agudells.
Encontrándose un día escuchando un sermón en las gradas de la Iglesia de los Santos Justo y Pastor de Barcelona una mujer llamada Isabel Ferrer, esposa de Francisco Roser o Rosell, vio la cara de san Ignacio iluminarse y sintió una voz que le decía: "Llámale, llámale". El matrimonio decidió invitar a su casa a Ignacio y, cuando Isabel le escuchó hablar de religión, decidió convertirse en su mejor bienhechora durante las estancias del santo en Barcelona, París y Venecia.
En marzo de 1523 embarcó en Barcelona rumbo a Gaeta. Pasó un par de días en Fondi y llegó a Roma el 29 de marzo, Domingo de Ramos. Solicitó permiso para viajar a Tierra Santa y lo obtuvo el 31 de marzo.
Salió de Roma el 13 o el 14 de abril y pasó por Orvieto, Spoleto, Macerata, Pésaro, Rímini, Rávena, Comacchio y Chioggia. Luego tuvo que ir a Padua para obtener un certificado médico y poder entrar en Venecia. En Padua tuvo una aparición de Jesucristo que le confortó.
En Venecia vivió como mendigo, durmiendo en los pórticos de la Plaza de San Marcos, hasta que se encontró con un español rico que le invitó a alojarse en su casa hasta el día en que embarcase.
Enfermó y tuvo que embarcar convaleciente el 14 de julio. Llegó al puerto de Famagusta, en la isla de Chipre, el 14 de agosto. Fue caminando hasta Lárnaca, donde embarcó el 19 de agosto rumbo a Jafa, a donde llegó el 24 de agosto pero la tripulación no obtuvo permiso para desembarcar hasta el 31 de ese mes.
Luego pasó por Ramla y llegó a Jerusalén el 4 de septiembre de 1523.
El 5 de septiembre oyó misa en el Convento de Sion, donde estuvieron los franciscanos entre 1335 y 1551. Luego estuvo en el Cenáculo y la Abadía de la Dormición de la Virgen. Pasó la noche en vigilia en el Santo Sepulcro. La tarde del 6 de septiembre recorrió la Vía Dolorosa. El 7 de septiembre estuvo en Betania y en el Monte de los Olivos. Los días 8 y 9 de septiembre estuvo en Belén. El 10 y el 11 de septiembre estuvo por el Valle de Josafat y, tras pasar por el Torrente Cedrón, visitó el huerto de Getsemaní del Monte de los Olivos. El 14 de septiembre partió hacia Jericó y el río Jordán. Luego se planteó quedarse en el convento de Sion pero el provincial se negó a admitirle.
El 23 de septiembre se dirigió de nuevo a Ramla. Embarcó en Jafa el 3 de octubre y llegó el 14 de ese mes a Lárnaca. Durante su segunda estancia en Chipre visitó una iglesia de los franciscanos en Nicosia. Luego embarcó de nuevo y, a finales de diciembre, llegó a un puerto de la región de Apulia. En enero llegó a Venecia, donde volvió a encontrarse con el español rico que le acogió y esta vez le dio 15 o 16 julios, una moneda que equivalía a un décimo de ducado. Tras atravesar las regiones del Véneto, Emilia-Romaña, Lombardía y Liguria llegó a la ciudad de Génova, donde tomó un barco para Barcelona.
Decidió estudiar y pensó que podía ayudarle en ello el cisterciense que había conocido en Manresa, pero ya había muerto cuando regresó a Cataluña. En Barcelona, su amiga Isabel le ofreció costearle sus gastos mientras estudiaba y el bachiller Jerónimo Ardevol se ofreció a darle clases gratis y él aceptó.
Durante esta estancia en Barcelona se alojó de nuevo en una habitación de la casa de Inés Pascual.
Con Ardevol, comenzó a aprender latín usando como manual las Introductiones in linguam latinam de Antonio de Nebrija.
San Ignacio, a su vez, comenzó en esta etapa en Barcelona a impartir sus enseñanzas religiosas a tres compañeros: Calixto de Sa, Juan de Arteaga y Lope de Cáceres.
En Barcelona, san Ignacio tuvo comunicación con jerónimas del Convento de San Matías, benedictinas del Convento de Santa Clara (entre las cuales se encontraba Teresa Rejadella, con la que se cartearía) y dominicas del Convento de Nuestra Señora de los Ángeles.
Cuando terminó su segundo curso de latín, Ardevol le recomendó que fuese a estudiar a la Universidad de Alcalá de Henares. Su estancia en Alcalá de Henares pudo durar entre marzo de 1526 y junio de 1527 y dijo haber estudiado Súmulas de Domingo de Soto, Physicorum libri VIII de Alberto Magno y Sententiarum libri IV de Pedro Lombardo.
En Alcalá de Henares daba ejercicios espirituales y explicaba la doctrina cristiana a gente que se le acercaba, como el estudiante Martín de Olabe y los sacerdotes Estella Diego de Eguía y Manuel Miona.
En Alcalá de Henares se hospedó en el Hospital de Antezana. Solía ir con los tres compañeros de Barcelona: Calixto de Sa, Juan de Arteaga y Lope de Cáceres. En el hospital conoció a Juan Reynalde, un paje herido del virrey de Navarra que decidió seguirle también. San Ignacio y sus compañeros llevaban hábitos de color marrón claro.
Los inquisidores de Toledo Miguel Carrasco y Alonso Mejía se presentaron en Alcalá de Henares para investigarle a él y a sus compañeros. El 26 de noviembre de 1526 interrogaron al franciscano Fernando Rubio y posteriormente a un hospitalero. Luego los inquisidores dejaron el asunto a cargo del vicario episcopal de Toledo Juan Rodríguez de Figueroa.
Figueroa les dijo a san Ignacio y a sus compañeros que no había encontrado nada malo en ellos, pero que debían dejar de vestir todos el mismo hábito por no ser religiosos, por lo que san Ignacio y Arteaga tiñeron sus ropas de negro y los otros dos de leonado.
Habitualmente acudían hombres y mujeres al hospital a recibir de san Ignacio sus ejercicios espirituales y a que les transmitiera la doctrina cristiana.
En 1527 san Ignacio se trasladó a vivir a una pequeña casa. El 18 o 19 de abril fue detenido por un alguacil y metido en la cárcel sin que nadie le dijese por qué. La causa era que una madre con su hija y una criada habían en peregrinación a ver el Santo Rostro de la Catedral de Jaén y la Virgen de Guadalupe de Extremadura y Figueroa pensaba que ellas habían hecho esa temeridad por consejo de san Ignacio. Diecisiete días después, fue a interrogarle a la cárcel Figueroa y le preguntó si él le había dicho a esas mujeres que hicieran esas peregrinaciones y él contestó que no. Cuando esas mujeres regresaron a Alcalá confirmaron la versión de san Ignacio y, el 1 de junio, fue dejado en libertad.
No obstante, en la sentencia del proceso le impuso a san Ignacio y a sus compañeros que vistiesen como los demás estudiantes, con ropas que les fueron proveídas por el mismo vicario, y que no hablasen de fe hasta que no hubieran estudiado cuatro años.
San Ignacio fue a hablar de esto con el arzobispo de Toledo, Alonso de Fonseca y Ulloa, que se encontraba entonces en Valladolid. El arzobispo le recibió con cordialidad y al despedirse de él le dio cuatro escudos.
Decidió continuar sus estudios en Salamanca y se trasladó allí en julio de 1527, donde se reunió con sus otros cuatro compañeros.
Escogió como confesor a un dominico del Convento de San Esteban de Salamanca. El confesor le dijo que el resto de los dominicos querían hablar con él y le invitó a comer un domingo. Entonces acudió con Calixto. Entonces el soprior Nicolás de Santo Tomás y el confesor les llevaron a una capilla y le preguntaron a san Ignacio sobre lo que predicaba. San Ignacio contestó que hablaban de virtudes y vicios y los dominicos, que sabían que no tenía instrucción, le preguntaron si hablaba inspirado por el Espíritu Santo. San Ignacio no quiso contestar a esto.
San Ignacio y Calixto permanecieron en el convento tres días, en los cuales hubo división entre los mismos dominicos sobre qué hacer con ellos. Luego llegó un notario que les comunicó a san Ignacio y a Calixto que debían ir a la cárcel. Fueron interrogados por Martín Frías, vicario del obispo de Salamanca. San Ignacio entregó los papeles con sus ejercicios espirituales para que los examinasen. Tras preguntar por el resto de compañeros, encarcelaron también a Lope de Cáceres y Juan de Arteaga.
Unos días después san Ignacio fue llevado ante cuatro jueces, uno de los cuales era Martín Frías, y se le preguntó por sus ejercicios espirituales y otras cuestiones teológicas.
Después de tres semanas en prisión san Ignacio y sus compañeros fueron liberados sin que se hubiese encontrado nada reprensible en su moral o en su doctrina, pero por una sentencia se les impidió decir qué era pecado mortal o venial hasta después de cuatro años de estudio.

### Estudios en París
Fue de nuevo a Barcelona, donde se encontró con sus bienhechores y les manifestó su intención de ir a estudiar a París.
Llegó andando a la capital francesa el 2 de febrero de 1528. Empezó a estudiar humanidades en el Colegio de Montaigu. Primero se alojó en una pensión pero, cuando se le acabó el dinero, se alojó en el hospicio de Saint Jacques, en la Rue Saint-Denis.
Un fraile español le recomendó que fuese todos los años a Flandes, donde encontraría en Brujas y Amberes comerciantes españoles que podrían ayudarle económicamente. En la Cuaresma de 1529 se dirigió a esta región, encontrándose en Brujas con Juan Luis Vives.
Entre mayo y junio de 1529 dio sus ejercicios espirituales en París a tres estudiantes españoles: Juan de Castro, Pedro de Peralta y Amador Elduayen. Los tres cambiaron de actitud ante la vida y las prédicas de san Ignacio empezaron a considerarse subversivas. Estas opiniones llegaron al inquisidor Mateo Ory, que decidió no llevar a cabo ninguna acción contra él.
En 1529 empezó a estudiar filosofía en el Colegio de Santa Bárbara. Se alojó en una habitación compartida con su maestro Juan Peña, el saboyano Pedro Fabro y el navarro Francisco Javier.
San Ignacio reunía a estudiantes los domingos en un convento cartujo para hablar de espiritualidad, confesarse y comulgar.
Realizó un segundo viaje a Flandes entre agosto y septiembre de 1530.
Realizó un tercer viaje a Flandes entre agosto y septiembre de 1531. En este periodo llegó a Londres. Regresó a París con más dinero que en las dos veces anteriores y pudo ayudar económicamente a alumnos menos favorecidos.
San Ignacio llegó a bachiller en 1532.
El 13 de marzo de 1533 (correspondiente con el cómputo del año a partir de la Pascua, lo que situaría el hecho en 1534 de nuestro calendario) san Ignacio procesionó desde el Convento de San Maturino, de los trinitarios, en la Rue Saint-Jacques, hasta la Abadía de Santa Genoveva, donde fue nombrado licenciado.
El 14 de marzo de 1534 (que se corresponde con el año 1535 de nuestro calendario) la Universidad de París le concedió el diploma de maestro en las artes liberales.
San Ignacio comenzó a estudiar teología en el Convento de Saint-Jacques, de los dominicos, pero no pudo terminar estos estudios en París. La Universidad de París le expidió un diploma, fechado el 14 de octubre de 1536, diciendo que había cursado un año y medio de teología.

### Fundación de la Compañía de Jesús
El portugués Simão Rodrigues y el español Francisco Javier empezaron a juntarse con san Ignacio en 1533. El italiano Pedro Fabro hizo los ejercicios espirituales de san Ignacio a principios de 1534 y fue ordenado sacerdote el 30 de mayo de ese año. Los españoles Diego Laínez y Alfonso Salmerón hicieron los ejercicios espirituales ignacianos también en 1534. Ese mismo año, se unió a san Ignacio otro español: Nicolás de Bobadilla.
El 15 de agosto de 1534, día de la Asunción, san Ignacio y estos compañeros se reunieron en una capilla dedicada a la Virgen María en Montmartre. Esta capilla se encontraba donde fueron martirizados san Dionisio de París y sus compañeros. Pedro Fabro celebró una misa e hicieron todos un voto. El voto consistía en ayudar al prójimo y vivir en la pobreza. El voto incluía ir al puerto de Venecia para peregrinar a Jerusalén pero, si en el plazo de un año no habían podido embarcar, irían a Roma y se pondrían a disposición del papa para que este les enviase donde considerase conveniente.

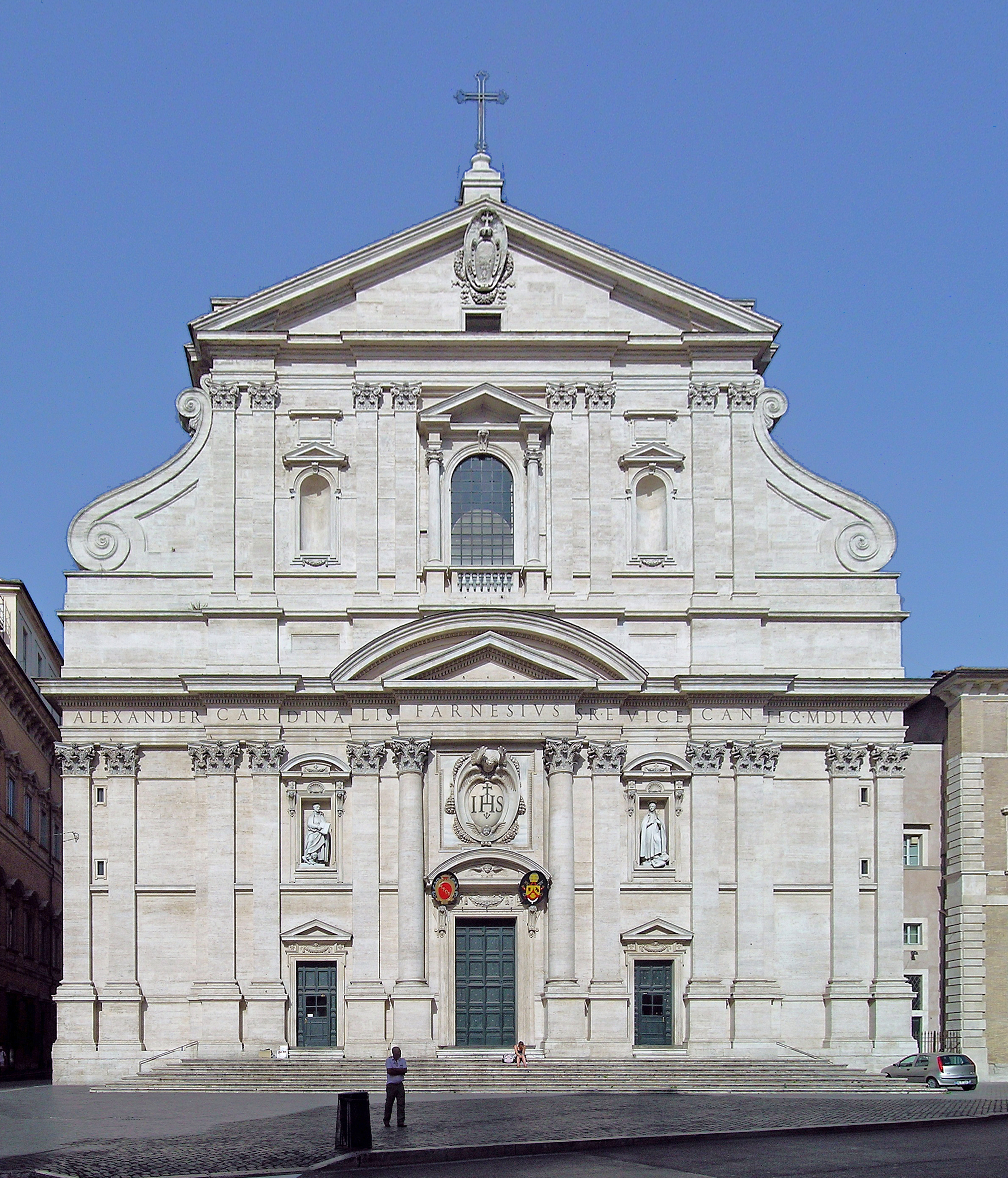
Fachada principal de la Iglesia del Gesù en Roma. Casa madre de la Compañía de Jesús.

En abril de 1535 san Ignacio se dirigió a España por varios motivos. Se encontraba mal del estómago y los médicos terminaron por recomendarle el ambiente de su localidad natal. También, según Polanco, quería dejar una nueva imagen de sí mismo en Azpeitia para enmendar sus malos ejemplos del pasado. En España, se encargaría de resolver los asuntos pendientes de sus compañeros españoles.
De camino a su tierra pasó por la venta de Iturrioz, que todavía existe. En Azpeitia, se alojó en el Hospital de la Magdalena. Se dedicó a predicar en la Ermita de la Magdalena y en la Ermita de Nuestra Señora de Elosiaga. El 18 de mayo de 1535 san Ignacio ayudó a poner fin a un conflicto de más de veinte años entre las religiosas del Convento de la Concepción, que eran unas terciarias franciscanas conocidas como las "isabelitas", y la parroquia de Azpeitia.
En julio de 1535 se dirigió a Obanos, donde entregó una carga de Francisco Javier a su hermano, el capitán Juan de Azpilicueta. Luego fue a Almazán, donde entregó una carta al padre de Diego Laínez. Pasó por Sigüenza y llegó a Madrid, donde llegó a ver al príncipe Felipe. Llegó a Toledo, lugar natal de Alfonso Salmerón. En la Cartuja de Vall de Cristo de Altura se encontró con su amigo Juan de Castro, al que había conocido en París y que había hecho los ejercicios espirituales. En Valencia embarcó para Italia.
Llegó al puerto de Génova en octubre o noviembre de 1535. Como había establecido encontrarse con sus compañeros en Venecia a principios de 1537 decidió dedicar el tiempo que quedaba hasta ese momento a completar sus estudios de teología en Bolonia. Durante su estancia allí, visitó el Colegio de San Clemente, de estudiantes españoles, donde unos conocidos le dieron de comer.
San Ignacio no llegó a ser alumno del Colegio de San Clemente y probablemente se alojó en alguna pensión de Bolonia. En esta ciudad, estuvo enfermo una semana en diciembre de 1535. Tras su convalecencia, decidió ir directamente a Venecia.
En Venecia se alojó en casa de un bienhechor, posiblemente Andrés Lippomano, prior del Convento de la Trinidad. Isabel Roser y el arcediano Jaime de Casador le enviaron dinero desde Barcelona.
Durante su estancia en Venecia impartió los ejercicios espirituales a diversas personas, entre las que se encontraron: Pedro Contarini, procurador del Hospital de los Incurables; Gaspar de Dotti, procurador del nuncio; y el malagueño Diego de Hoces, que pasó a ser compañero de san Ignacio.
Conoció a Gian Pietro Carafa, que había fundado con san Cayetano de Thiene los teatinos en 1524. San Ignacio discrepaba de las prácticas de los teatinos y tenía una espiritualidad diferente.
En París, los compañeros de san Ignacio renovaron el voto el 15 de agosto de 1535 y de 1536. En la segunda ocasión se unieron el italiano Claudio Jayo y los franceses Juan Codure y Pascasio Broët. Los compañeros salieron de París el 15 de noviembre de 1536 y llegaron el 8 de enero de 1537 a Venecia.
San Ignacio y sus compañeros esperaron en Venecia hasta la Pascua, cuando podían pedir en Roma el permiso para peregrinar a Jerusalén. Los compañeros se alojaron en los hospitales de San Juan y San Pablo y en el de los Incurables, donde cuidaron de los enfermos. El 16 de marzo partieron para Roma, a donde llegaron el 25 de marzo.
Según Polanco, fue antes de llegar a Roma cuando los compañeros se preguntaron qué nombre darse a sí mismos si alguien les preguntaba a qué congregación pertenecían. Entonces empezaron a orar y a pensar en el nombre más adecuado y finalmente decidieron llamarse Compañía de Jesús, ya no tenían quién les mandase y solo deseaban servir a Jesús.
En Roma se alojaron en el hospicio adosado a la Iglesia de Santiago de los Españoles.
Uno de los consejeros del hospicio romano era Pedro Ortiz, que les consiguió una audiencia con el papa Paulo III el 3 de abril en el Castillo de Sant'Angelo. Comieron juntos y hablaron de teología, quedando el papa muy satisfecho. Paulo III les dio su bendición, les concedió verbalmente el permiso para ir a Jerusalén y les entregó 60 ducados para el viaje. Otros cardenales y miembros de la curia hicieron lo mismo que el papa, llegando a juntar san Ignacio y sus compañeros 260 ducados.
El 27 de abril de 1537 les fueron expedidos dos documentos: el permiso para ir a Jerusalén y las dimisorias, firmadas por el cardenal Antonio Pucci, para ser ordenados sacerdotes por cualquier obispo.
San Ignacio y sus compañeros regresaron a Venecia a principios de mayo de 1537 para esperar un barco que partiese en dirección a Tierra Santa, pero aquel año no salió ninguno por la guerra que tenía lugar en el Mediterráneo contra los otomanos.
En Venecia se dedicaron a labores asistenciales. El 31 de mayo, tras participar en la procesión del Corpus Christi, fueron presentados al dux Andrea Gritti.
Vicente Nigusanti, obispo de Arbe, ordenó como religiosos a san Ignacio y a la mayoría de sus compañeros, que aún no eran sacerdotes. El 10 de junio recibieron las órdenes menores, el 15 de junio el subdiaconado y el 24 de junio el sacerdocio.
Mientras esperaban un barco que zarparse en dirección a Tierra Santa decidieron separarse para dar misa y predicar. El 25 de julio san Ignacio, Fabro y Laínez partieron a Vicenza, Javier y Salmerón a Monselice, Codure y Hoces a Treviso, Jayo, Salmerón y Rodrigues a Bassano del Grappa y Bobabilla y Broët a Verona.
San Ignacio, Fabro y Laínez se alojaron en el abandonado Monasterio de San Pedro en Vivarolo, a las afueras de Vicenza. Cuarenta días después fue con ellos Codure. Luego san Ignacio y Fabro fueron a Bassano del Grappa a visitar a Rodrigues, que se encontraba enfermo.
En octubre de 1537 se juntaron san Ignacio y todos sus compañeros en el monasterio abandonado de Vicenza, menos Javier y Rodrigues, que estaban hospitalizados. Entonces decidieron volver a repartirse. Ignacio, Fabro y Laínez fueron a Roma, Codure y Hoces a Padua, Jayo y Rodrigues a Ferrara, Javier y Bobadilla a Bolonia y Broët y Salmerón a Siena.
Previamente, algunos habían difundido el rumor de que san Ignacio había sido perseguido en España y Francia y que habían quemado una imagen suya. El legado Verallo encargó investigar el asunto a su vicario, Gaspar de Dotti. San Ignacio fue absuelto con una sentencia del 17 de octubre de 1537 y fue llamado a Venecia para escucharla. La sentencia calificó como falsas las acusaciones y le calificó como un sacerdote con buena vida y buena doctrina.
A finales de octubre o principios de noviembre de 1537 san Ignacio partió con Fabro y Laínez a Roma.
En el viaje san Ignacio sintió una voz interior. Según Laínez la voz le dijo a san Ignacio "Yo os seré propicio en Roma". Los jesuitas Jerónimo Nadal y Ribadeneneira escribieron que la voz le dijo, simplemente, "Yo os seré propicio". Nadal, en otro escrito, dice que la voz dijo "Yo estaré con vosotros", que es la frase preferida por Pedro Canisio.
Luego san Ignacio se detuvo con Fabro y Laínez en una iglesia, que según la tradición es una capilla de la localidad de La Storta. Entonces él mismo cuenta que tuvo una visión en la que Dios Padre le ponía con Jesucristo. Laínez dijo que Jesús se le había aparecido a san Ignacio con la cruz a cuestas junto a Dios Padre, que Dios Padre le había dicho a Jesús "Yo quiero que tomes a este como servidor tuyo" y que Jesús, posteriormente, le dijo a san Ignacio "Yo quiero que tú nos sirvas".
En Roma se alojaron en unas casas de Quirino Garzoni, en la actual calle de Sebastianello. San Ignacio se dedicó a dar sus ejercicios espirituales mientras sus dos compañeros daban clases en la Universidad de Roma. Entre los ejercitantes de esta etapa estuvieron el médico Íñigo López, el embajador de Siena Lactancio Tolomei y el cardenal Gasparo Contarini.
En la Cuaresma de 1538 san Ignacio le dio ejercicios espirituales al profesor de Sagrada Escritura Pedro Ortiz en la Abadía de Montecasino. Durante este periodo murió el compañero Diego de Hoces y san Ignacio tuvo una visión de él subiendo al Cielo.
Cuando san Ignacio y Ortiz regresaban a Roma desde Montecasino se encontraron con el eldanense Francisco Estrada. Este hizo los ejercicios espirituales en Roma y pasó a ser otro compañero. En Roma, se les unió también el sacerdote jienense Lorenzo García.
Durante la Cuaresma de 1538 el religioso Agustín Mainardi dio unos sermones en la Iglesia de San Agustín de Roma que fueron escuchados por Fabro y Laínez. Los dos compañeros visitaron a Mainardi en privado para pedirle que se retractase de algunas afirmaciones luteranas que había realizado en sus sermones, pero él se negó. Varios españoles favorables a Mainardi e influyentes en la curia romana (Francisco Mudarra, Barrera, Pedro de Castilla y Mateo Pascual) y el excompañero Miguel Landívar empezaron a difundir el bulo de que san Ignacio y sus compañeros eran realmente luteranos perseguidos en España, Francia y Venecia. El cardenal Juan Domingo de Cupis se creyó estos infundios y san Ignacio fue a verle a su palacio, convenciéndole de que eran mentira. Luego, san Ignacio fue a ver al gobernador Benito Conversini y le mostró una carta llena de elogios a su grupo de Landívar, de cuando era compañero. Tras esto, Landívar fue expulsado de Roma.
En Roma, san Ignacio predicaba en castellano en la Iglesia de Santa María de Montserrat de los Españoles.
Hacia junio de 1538 san Ignacio y sus compañeros se trasladaron a otra casa, cerca del Puente Sixto. En octubre se mudaron a una casa de Antonio Frangipani junto a la torre del Melángolo, en el actual número 16 de Vía dei Delfini. En esta casa se dedicaron a atender a los pobres.
Francisco Mudarra, Barrera, Pedro de Castilla y Mateo Pascual continuaron denigrando a san Ignacio y a sus compañeros. San Ignacio actuó presentando una demanda judicial el 7 de julio de 1538 ante el legado del papa cardenal Vicente Carafa. Entonces Mudarra y los otros dieron marcha atrás y empezaron a elogiar a san Ignacio y a sus compañeros. San Ignacio no consideró esto suficiente y él y sus compañeros solicitaron cartas a las autoridades de las ciudades donde habían estado para que dieran testimonio de su buen comportamiento. Llegaron a Roma cartas laudatorias de Ferrara, Bolonia y Siena. San Ignacio fue recibido en audiencia por el papa en agosto en Frascati y le pidió que se iniciase un proceso para esclarecer su inocencia. El papa accedió y, tras el testimonio de numerosas personas, el gobernador Benito Conversini dio una sentencia favorable el 18 de noviembre de 1538.
Tras la larga e infructuosa espera para ir a Jerusalén, en noviembre de 1538 san Ignacio y sus compañeros hicieron el ofrecimiento de sus servicios al papa, de acuerdo con el voto hecho en Montmartre. Paulo III aceptó el ofrecimiento.
Ignacio celebraría su primera misa en el altar del Pesebre de la Basílica de Santa María la Mayor la noche de Navidad del año 1538.

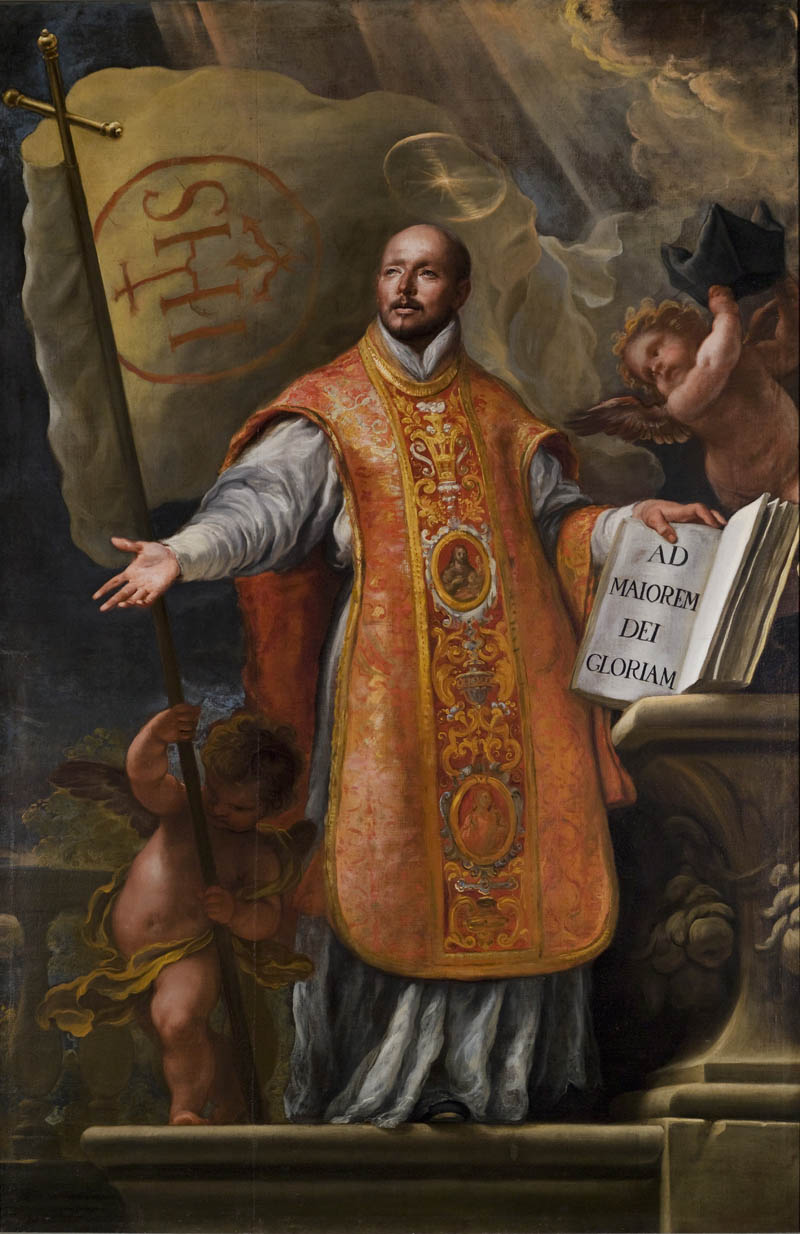
San Ignacio de Loyola (entre 1680 y 1683), obra de Claudio Coello, conservada en la Iglesia de Nuestra Señora de la Asunción de Valdemoro, Madrid.

En marzo de 1539 san Ignacio y sus compañeros empezaron a deliberar sobre la creación de una nueva orden. El 15 de abril de 1539 decidieron unánimemente establecer el voto de obediencia a uno de ellos. Entre mayo y junio decidió que la Compañía de Jesús tendría, además de los votos habituales de otras órdenes de pobreza, castidad y obediencia, otro de obediencia al papa que les obligase a ir a cualquier lugar del mundo al que este les enviase.
El resultado de las deliberaciones fue recogido por san Ignacio en una "fórmula" de cinco capítulos que el cardenal Gasparo Contarini presentó al papa Paulo III para su aprobación. El papa le encargó al dominico Tomás Badía que examinase la "fórmula" y este la calificó de buena y santa.
San Ignacio encargó al compañero Antonio de Araoz que llevase la "fórmula" y el dictamen de Tomás Badía al papa, que se encontraba en Tívoli. El papa leyó los documentos y los aprobó verbalmente el 3 de septiembre de 1539 diciendo: "Aquí está el espíritu de Dios".
Posteriormente, el papa encargó al cardenal Jerónimo Ghinucci que redactase un documento de aprobación. Ghinucci puso muchos reparos a la "fórmula" y el papa decidió dejar el asunto en manos del cardenal Bartolomé Guidiccioni. Este último no puso reparos a la "fórmula" pero era reacio a la creación de nuevas órdenes. San Ignacio fue a hablar con él sin éxito y luego se dedicó a escribir a personajes influyentes de Italia para que intercediesen ante el papa en favor del proyecto. Finalmente, Guidiccioni propuso al papa que la Compañía de Jesús se limitase a 60 profesos y el papa aceptó la recomendación. Finalmente, se aprobó la creación de la Compañía de Jesús (en latín Societas Iesu, también conocida como los jesuitas) con la bula Regimini militantis Ecclesiae el 27 de septiembre de 1540. Esta incluía los cinco capítulos de la "fórmula" con algunas modificaciones.
En febrero de 1541 san Ignacio y sus compañeros se trasladaron a otra casa, alquilada a Camilo Astalli.

### Superior general de los jesuitas

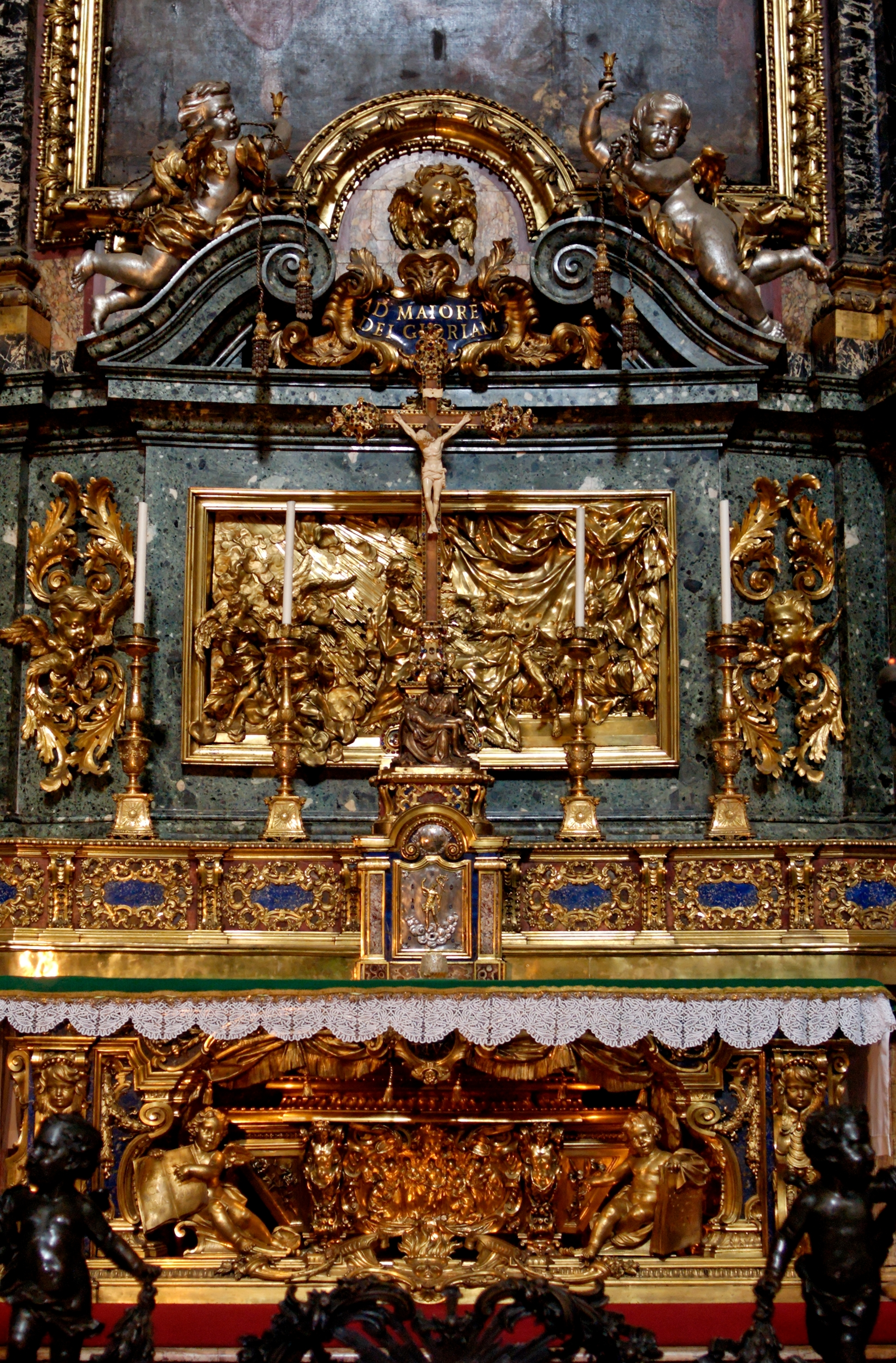
En la capilla de san Ignacio de la iglesia del Gesú de Roma, está la urna de bronce dorado que conserva los restos del santo. Esta es obra de Alessandro Algardi, el retablo fue hecho por el jesuita Andrea Pozzo, finalizado en 1695.

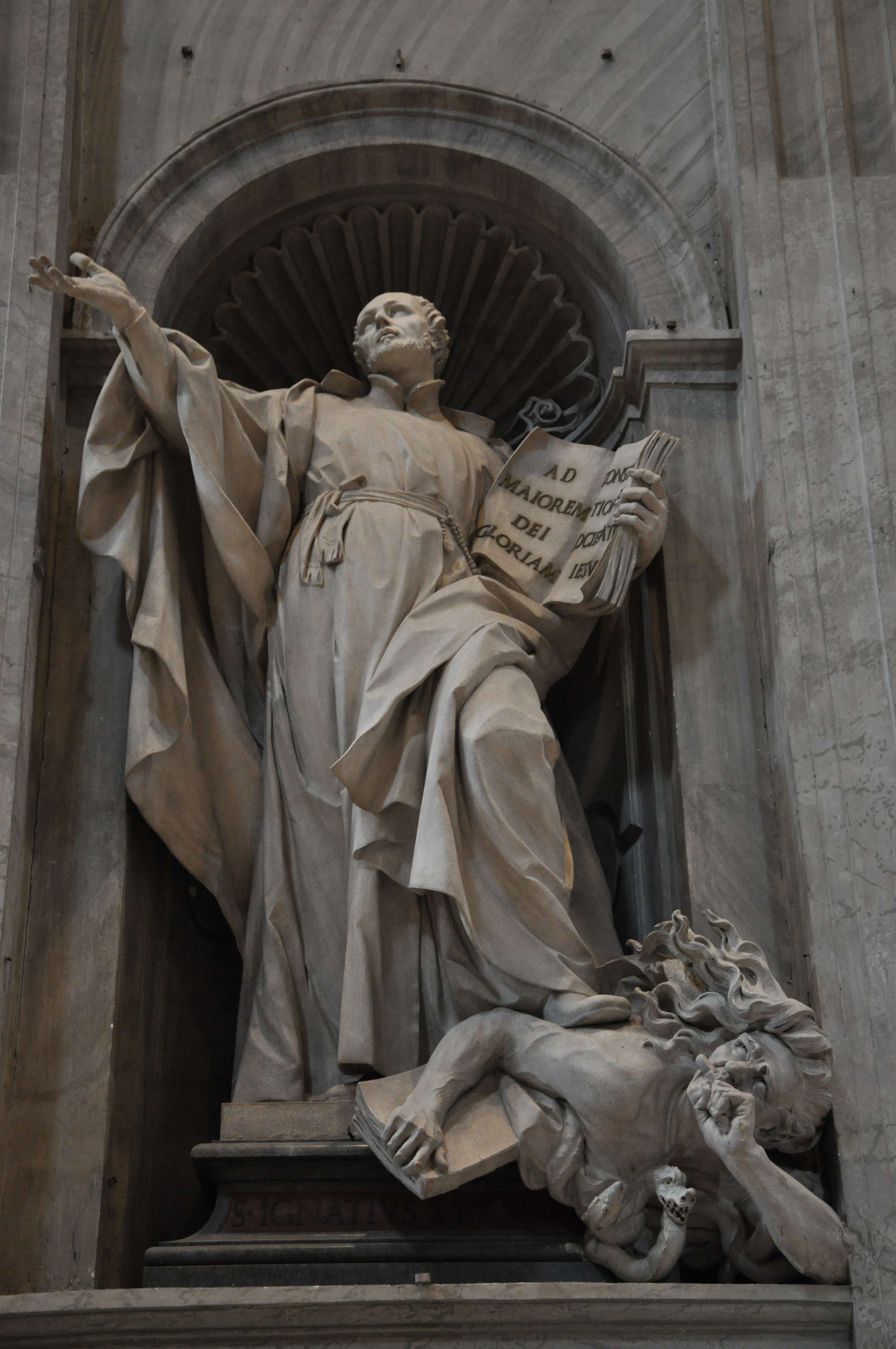
Escultura que representa a Ignacio de Loyola, ubicada en la Ciudad del Vaticano.

El 5 de abril de 1541 se votó al general de la Compañía. Unos votaron presencialmente y otros enviaron su voto. Todos votaron a san Ignacio y él escribió en su papeleta IHS, que se excluía a sí mismo y que obedecería lo que se decidiese. No quedó conforme con ser él general, diciendo que prefería obedecer a mandar, y pidió una nueva votación. Esta tuvo lugar el 13 de abril, con el mismo resultado. Esta vez san Ignacio dijo que lo consultaría con su confesor. Fue al Convento de San Pedro en Montorio y se confesó y habló con el franciscano Teodosio de Lodi, que le dijo que debía aceptar la elección porque lo contrario era desobedecer al Espíritu Santo. San Ignacio aceptó el cargo el 19 de abril y el 22 de abril hizo su profesión en la Basílica de San Pablo Extramuros, donde también ofició una misa.
El 24 de junio de 1541 Paulo III entregó a los jesuitas la Iglesia de Santa María Della Strada. Estos tomaron posesión del templo el 15 de mayo de 1542. Construyeron una casa junto a esta iglesia, a la que se trasladaron en septiembre de 1544. La advocación a Santa María della Strada es referida en español como Nuestra Señora del Buen Camino.
Para beneficiar a los judíos que se bautizaban, san Ignacio logró que el papa aprobase el breve Cupientes el 21 de mayo de 1542, por el que se prohibía la costumbre de quitarle a los conversos los bienes obtenidos previamente y el desheredar a sus hijos.
También consiguió que el papa aprobase la bula Illius qui pro dominici el 19 de febrero de 1543 para la creación de una casa para catecúmenos y otra para catecúmenas. Para estas obras contó con el apoyo de Margarita de Parma y Jerónima Orsini.
San Ignacio se preocupó por las prostitutas casadas o con hijos. Para ayudarlas creó la Compañía de Nuestra Señora de Gracia, en la que entraron 170 colaboradores. Esta organización fue aprobada por la bula Divina summaque Dei bonitas de 16 de febrero de 1543. Con estos medios, creó para ellas la Casa de Santa Marta. Pensando además en las adolescentes que corrían el riesgo de terminar en la prostitución, promovió también la Compañía de las Doncellas Infelices (el latín Virginum Miserabilium) y creó para ellas la Casa de Santa Catalina de Funari. Esta última institución fue aprobada verbalmente por Paulo III y por escrito por el papa Pío IV el 6 de enero de 1560.
En 1215 se había decretado por la Santa Sede que los médicos dejasen de asistir a los enfermos a los enfermos que se negasen a recibir los últimos sacramentos. San Ignacio advirtió que esta práctica estaba en desuso. En 1543 propuso que los médicos dejasen de prestar servicios al enfermo si se negaba tres veces a recibir los últimos sacramentos. Logró que el cardenal Rodolfo Pío de Carpi aplicase esta política en su diócesis de Faneza y que se aplicase también en Roma por 1544, pero no consiguió ningún decreto papal al respecto.
San Ignacio colaboró en Roma con la Cofradía de Santa María de la Visitación de Huérfanos, erigida con la bula papal Altitudo del 7 de febrero de 1541, que asistía a los niños huérfanos pobres.
San Ignacio insistió mucho a los cardenales Gian Pietro Carafa y Juan Álvarez de Toledo para que se instaurase la Inquisición en Roma. Estos hablaron con Paulo III, que la instituyó con la bula Liceb at initio el 21 de julio de 1542.
En 1541 san Ignacio se hizo hermano de la Cofradía del Hospital de Espíritu Santo. Ese mismo año san Ignacio y cinco compañeros se hicieron hicieron hermanos de la Cofradía del Santísimo Sacramento, que había sido constituida por el dominico Tomás Stella en 1538 en la Iglesia de Santa María sobre Minerva.
En 1543 Isabel Roser, ya viuda, llegó a Roma. San Ignacio la puso a cargo de la Casa de Santa Marta pero ella quería entrar en la Compañía de Jesús. Ignacio no le hizo caso a esta demanda pero ella recurrió al papa directamente y consiguió lo que buscaba. En la Navidad de 1545 hicieron la profesión Isabel Roser, su criada Francisca Cruyllas y la italiana Lucrecia de Biàdene. Dos sobrinos de Isabel llegaron a Roma y se indignaron por las aportaciones económicas de su tía a la Compañía. Entonces Isabel se puso a reclamar y terminó fuera de la orden. Finalmente, Isabel pidió perdón por su actitud, san Ignacio la encaminó a ser clarisa en Barcelona y continuaron la relación por carta.

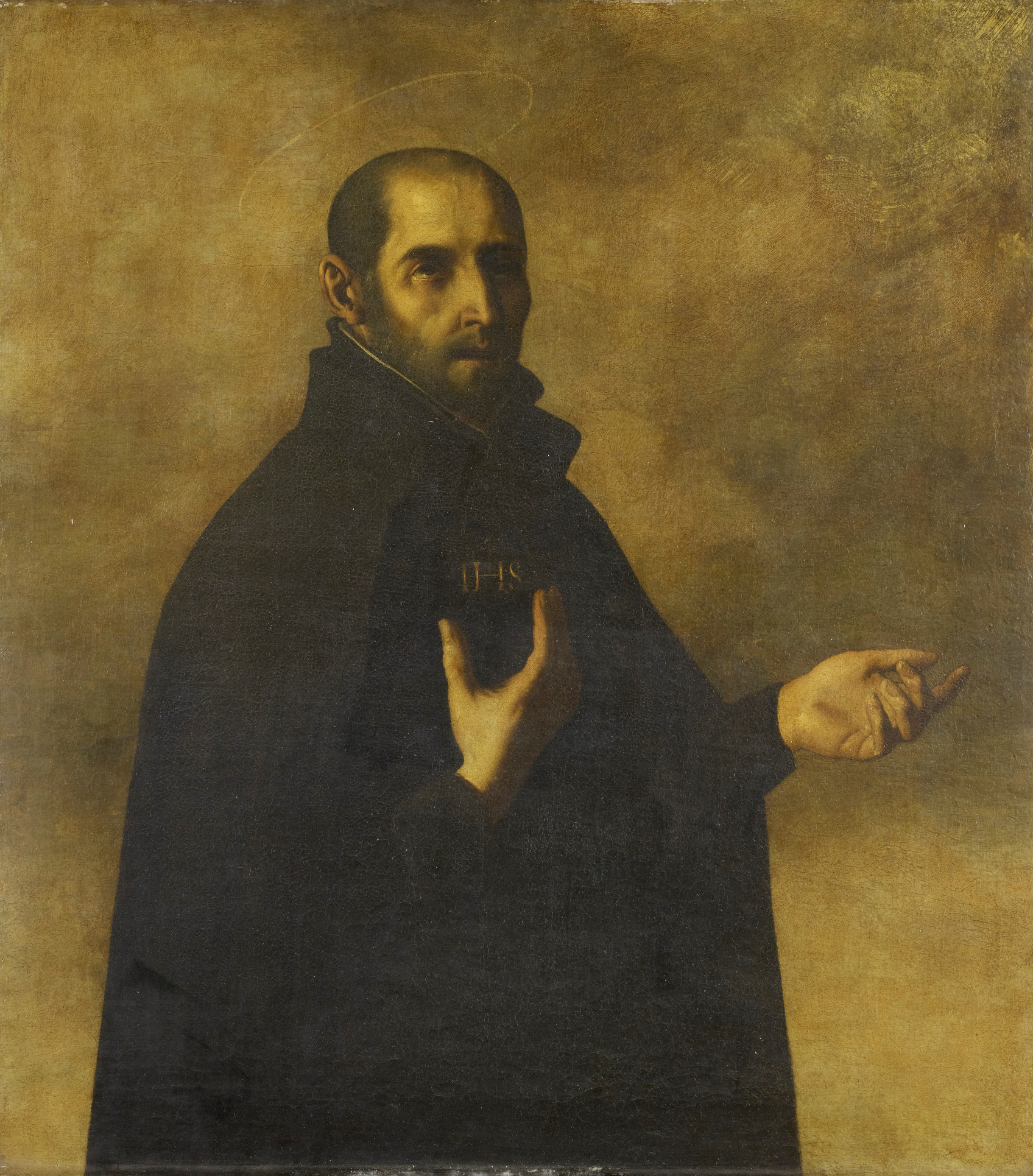
Retrato de Ignacio de Loyola como Superior general de la Compañía de Jesús, obra de Francisco de Zurbarán.

Ya desde marzo de 1541 se planteó modificar la "fórmula" de la Compañía de Jesús. En 1544 el papa puso fin a la restricción de 60 profesos y en 1546 introdujo los grados de coadjutores espirituales y temporales. Con la bula Licet debitum del 18 de octubre de 1549 el papa le concedió a la Compañía de Jesús una gran cantidad de privilegios. Por otro lado, los jesuitas decidieron modificar la fórmula expresando con más claridad algunos puntos para evitar que suscitaran escrúpulos. Todas estas concesiones papales y cambios fueron recogidos en una nueva "fórmula", que fue aprobada por el papa Julio III con la bula Exposcit debitum del 21 de julio de 1550.
En marzo de 1541 san Ignacio y Codure redactaron un esquema a modo de constituciones con 49 puntos que fueron firmados por san Ignacio, Laínez, Salmerón, Codure, Broët y Jayo. Codure murió el 29 de agosto de 1541 y el resto de estos compañeros de san Ignacio fueron a diferentes lugares, por lo que no pudieron volver a reunirse. Entre 1541 y 1547 san Ignacio redactó él solo algunos puntos. En 1547 Polanco pasó a ser secretario de la Compañía de Jesús y el trabajo con las constituciones empezó a avanzar más. No obstante, el jesuita Nadal dijo que, según san Ignacio, en las constituciones lo único escrito por Polanco era lo referido a los colegios. En 1550 apareció un primer texto de las constituciones y en 1552 un segundo texto. Consta que san Ignacio estuvo corrigiendo las constituciones hasta 1556. Los jesuitas Laínez y Nadal consideraron que, por entonces, las constituciones podían considerarse terminadas. El lema en latín Ad maiorem Dei gloriam («A mayor gloria de Dios») aparece más de 170 veces en las constituciones.
Los ejercicios espirituales de san Ignacio fueron aprobados por el papa Paulo III con un breve del 21 de junio de 1548. El tipógrafo Antonio Blado editó en Roma los ejercicios espirituales el 11 de septiembre de 1548. La primera tirada, de 500 ejemplares, fue financiada por Francisco de Borja. A lo largo del siglo XVI, los ejercicios espirituales ignacianos se reeditaron en Roma y se imprimieron también en 1553 en Coimbra, en 1574 en Burgos, en 1587 en Sevilla y en 1599 en Valencia.
Entre finales de 1550 y comienzos de 1551 san Ignacio reunió a los jesuitas en Roma y renunció al cargo, pero la renuncia no fue aceptada por sus compañeros.
En febrero de 1551 san Ignacio creó en la Vía d'Aracoeli de Roma un colegio gratuito para de gramática, humanidades y doctrina cristiana para jesuitas y estudiantes externos. Para ello contó con el apoyo económico de Francisco de Borja. En julio este colegio se trasladó a un inmueble en la actual Vía del Gesú. Entre 1582 y 1584 el papa Gregorio XIII construyó una nueva sede del conocido como Collegio Romano, que pasó a ser posteriormente la Pontificia Universidad Gregoriana.
En el verano de 1554 la regente de España, Juana de Austria, comunicó a los jesuitas de Valladolid su intención de entrar en la Compañía de Jesús. San Ignacio lo permitió y el 1 de enero de 1555 Francisco de Borja informó que había conseguido que le conmutasen el voto de clarisa que había hecho. Juana agradeció la admisión, defendió a la Compañía de los ataques del arzobispo de Toledo Silíceo y del dominico Melchor Cano y aportó 3 000 ducados para el Colegio de San Antonio de Valladolid.

### Los primeros jesuitas en la expansión de la Compañía de Jesús
En 1540 Fabro estuvo con Pedro Ortiz en Worms en un coloquio entre católicos y protestantes y, en 1541, en otro coloquio del mismo tipo en Ratisbona. Fabro le dio los ejercicios espirituales a Pedro Canisio, que se hizo jesuita. Luego Fabro partió para España con Ortiz.
Fabro regresó a Alemania y fundó un colegio en Colonia, que contó con el apoyo de los cartujos.
En 1541 Bobadilla llegó a Alemania con el cardenal Juan Morone pero fue expulsado en 1548 por criticar el Interim de Augsburgo y regresó a Roma.
Claudio Jayo, por su parte, llegó a Alemania en 1541. Entre 1545 y 1547 estuvo en el Concilio de Trento, enviado por el cardenal Otto Truchsess von Waldburg. También estuvieron en el Concilio de Trento los jesuitas Diego Laínez, Alfonso Salmerón, Martín de Olabe y Francisco Torres.
En 1541 fueron enviados como nuncios apostólicos a Irlanda los jesuitas Salmerón y Broët. San Ignacio escribió para ellos unas instrucciones. Fracasaron a los pocos días porque encontraron una gran oposición. Pasaron por Escocia y tuvieron una audiencia con Jacobo V, tras la cual regresaron a Roma.
El duque de Baviera pidió ayuda para su centro teológico, entonces en decadencia. San Ignacio envió a Ingolstadt a Claudio Jayo, Alfonso Salmerón y Pedro Canisio. Estos llegaron en 1549. En 1550 san Ignacio mandó a Jayo a Augsburgo para participar en una dieta imperial, a petición de Otto Truchsess. En 1551 Fernando I solicitó a Jayo para fundar un colegio en Viena, que prosperó.
En 1556 san Ignacio fundó las provincias jesuitas de Germania Inferior y Germania Superior y nombró a Pedro Canisio superior de la segunda. Ese mismo año san Ignacio mandó fundar un colegio en Praga, a donde se dirigió Canisio.
Entre 1545 y 1546 Simão Rodrigues escribió unas reglas jesuitas válidas para Portugal. En 1542 se había fundado el colegio jesuita de Coimbra. Sin embargo, por falta de una buena dirección espiritual, algunos colegiales llevaban a cabo una penitencia extrema mientras que otros llevaban una vida muy relajada. El 7 de mayo de 1547 san Ignacio dirigió una carta para corregir a estos estudiantes.
En 1551 san Ignacio nombró a Simão Rodrigues provincial de Aragón pero este se negó a ocupar el cargo. Fue llamado a Roma, donde fue juzgado por cuatro jesuitas y se le impusieron varias penitencias como sanción, de las que san Ignacio le eximió. Con todo, Rodrigues se rebeló contra la sentencia y dijo que era injusta. Llegó a plantearse irse de la Compañía pero, finalmente, continuó en ella.
Los jesuitas entraron en crisis en todo Portugal y san Ignacio escribió una nueva carta, dirigida a todos los jesuitas portugueses, el 23 de marzo de 1553.

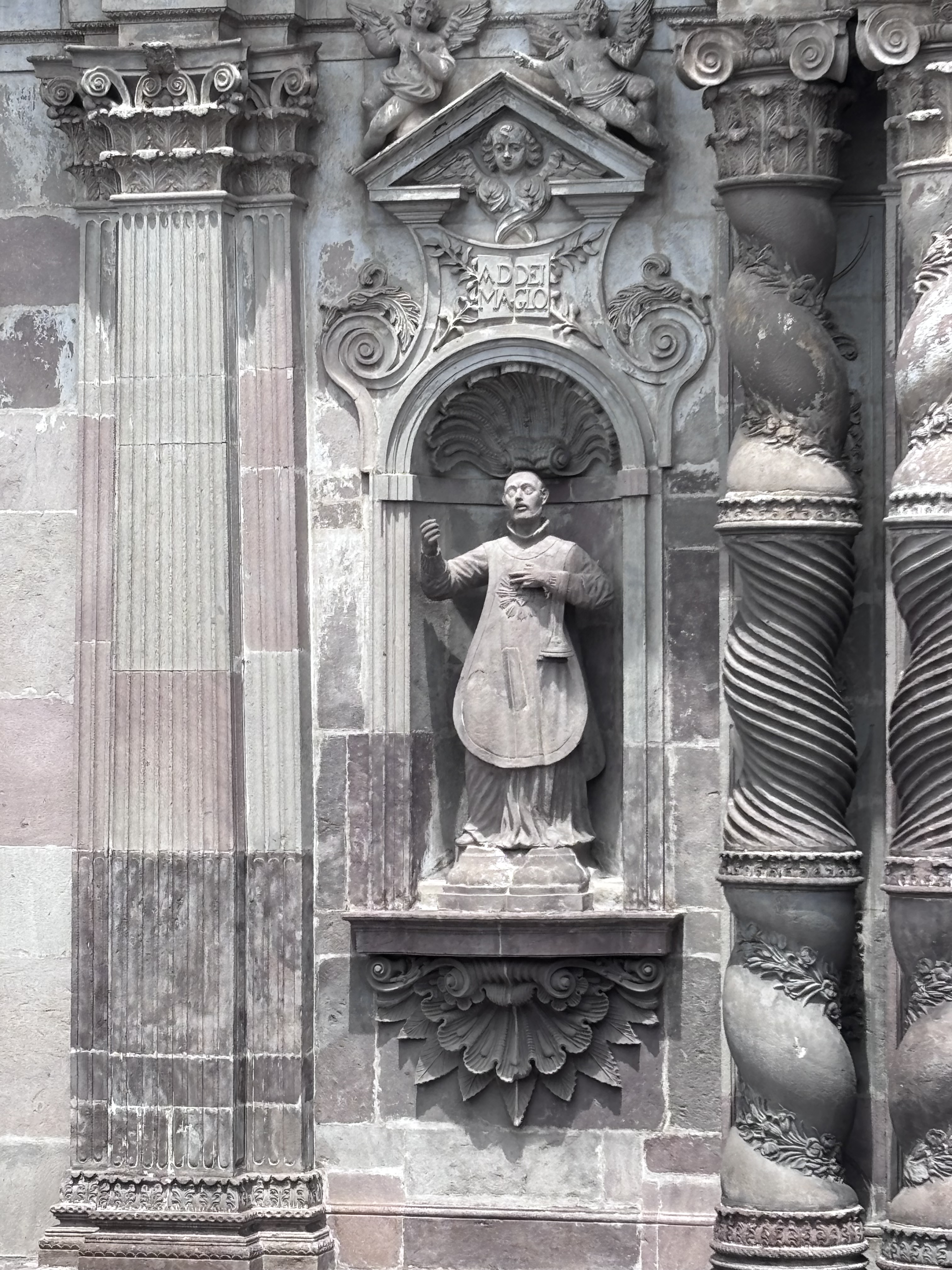
Estatua de Ignacio de Loyola en la fachada de la Iglesia de la Compañía, Quito.

Francisco de Borja pidió que se fundase un colegio jesuita en Valencia, que pudo ser inaugurado en 1544 gracias al apoyo económico del jesuita valenciano Jerónimo Doménech. Luego se fundó el colegio de Gandía que, gracias a Francisco de Borja, fue elevado al rango de universidad en 1547, con aprobación de Paulo III. En vida de san Ignacio se fundaron también los colegios de Barcelona y Valladolid (1545), Alcalá de Henares (1546), Salamanca (1548), Burgos (1550), Medina del Campo y Oñate (1551), Córdoba (1553), Ávila, Cuenca, Plasencia, Granada y Sevilla (1554), Murcia y Zaragoza (1555) y Monterrey (1556).
En 1547 san Ignacio creó la provincia jesuita de España. Esta fue dividida en las de Aragón y Castilla en 1552 y, nuevamente, fue dividida en Castilla, Aragón y Andalucía en 1554. Antonio de Araoz quedó como provincial de Castilla, Francisco de Estrada fue provincial de Aragón y Miguel de Torres provincial de Andalucía.
En Italia se fundaron 19 colegios jesuitas en vida de san Ignacio. En 1551 se creó la provincia jesuita de Italia, bajo el provincial Broët, aunque las casas de Roma y Nápoles estaban a cargo directamente del general san Ignacio.
Enrique II de Francia le dio reconocimiento jurídico a la Compañía verbalmente en 1550 y por escrito en 1551. Sin embargo, esto no fue refrendado por el parlamento francés y la Universidad de París también se mostró contraria al establecimiento de los jesuitas allí. Pese a esto, en 1554 había 12 jesuitas viviendo en París, en 1555 se erigió la provincia de Francia con Pascasio Broët como provincial y en 1556 se fundó un colegio en Billom gracias al apoyo del obispo Guillermo Duprat.
En 1553 san Ignacio creó la provincia jesuita de Brasil, con Manuel de Nóbrega como provincial. En este territorio había 30 jesuitas diseminados por Pernambuco, Porto Seguro, Río de Janeiro, São Vicente y Piratininga. En este último lugar fundaron el Colegio de São Paulo.

### Muerte
Murió el 31 de julio de 1556 en su celda de la sede de los Jesuitas en Roma, como consecuencia de una larga enfermedad ligada a la vesícula.

## Escritos

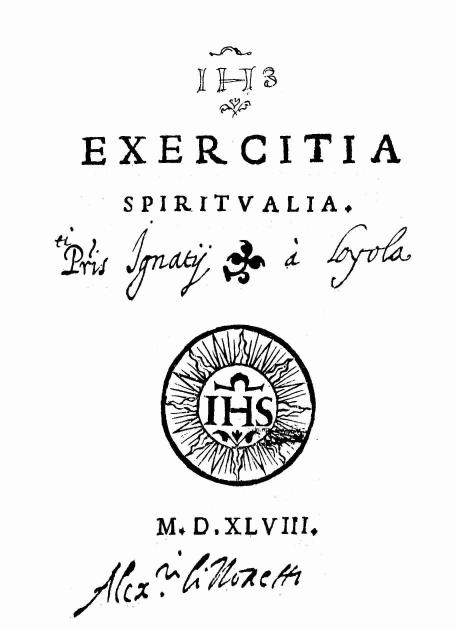
Edición príncipe de los Ejercicios espirituales en latín de 1548.

San Ignacio de Loyola dejó los siguientes escritos:
- Autobiografía de San Ignacio de Loyola (en Wikisource)[173]
- Directorios de ejercicios: observaciones sueltas que aclaran algún punto del modo de impartir los Ejercicios espirituales.
- Forma de la Compañía y Oblación: texto en el que relata los días de su elección como general de la Compañía en 1541.
- Deliberación sobre la pobreza.
- Diario Espiritual: mociones recibidas por san Ignacio entre febrero de 1544 y febrero de 1545.
- Constituciones de la Compañía de Jesús: reglamento de la Compañía, escrito en 1544.
- Reglas de la Compañía de Jesús.
- Cartas e Instrucciones: epistolario escrito a diferentes personas entre 1524 y 1556.

## Patronazgos

### Argentina
San Ignacio de Loyola es el patrono de la ciudad de Junín, Argentina, donde el principal templo católico es la Iglesia Matriz San Ignacio de Loyola. Es patrón de la localidad de Luque, en la provincia de Córdoba. Patrono de la Ciudad de San Ignacio Mini en Misiones.
El 14 de junio de 1960, el Secretario de Estado de Guerra de Argentina, a propuesta de la Inspección de Ingenieros (Secretaría de Guerra - Expte 165/60) resolvió designar Patrono del Arma de Ingenieros del Ejército Argentino a San Ignacio de Loyola (BMP Nro 3159, del año 1960).

### Costa Rica
Es patrono del cantón de Acosta en la provincia de San José, Costa Rica. Además la principal ciudad de Acosta lleva el nombre del santo, San Ignacio de Acosta, dicho lugar se encuentra ubicado a 30 kilómetros de la capital San José.

### Bolivia
Es patrono de dos municipios: San Ignacio de Velasco en el Departamento de Santa Cruz y San Ignacio de Moxos en el Departamento del Beni. Colegios prestigiosos de la Ciudad de La Paz, como el San Ignacio de Loyola y el San Calixto tienen como base educativa las enseñanzas de la Compañía de Jesús. 

### España
Es santo patrón de las provincias españolas de Guipúzcoa y Vizcaya. Popularmente es considerado también como patrono del Pueblo vasco.
En el siglo XVII se levantó una basílica en su nombre en su ciudad natal de Azpeitia (Guipúzcoa), así como un complejo conventual que rodea su casa natal.

Los itinerarios de san Ignacio de Loyola en diferentes momentos

En Deusto (distrito de Bilbao, Vizcaya), un barrio y su estación del metro (San Inazio) se llaman así en su memoria.

### Italia
En Roma su sepulcro se venera en la Iglesia del Gesù, y en el siglo XVII, al poco tiempo de su canonización, se levantó una iglesia en su nombre como capilla del Collegio Romano, que él mismo había fundado.

### México
Es santo patrono de la ciudad de Guanajuato.
Es patrono de la colonia Lázaro Cárdenas en el municipio de Maravatío en Michoacán.

### Paraguay
San Ignacio de Loyola es el santo patrón de la ciudad de San Ignacio Guazú, la primera reducción jesuita de la región.

### República Dominicana
San Ignacio de Loyola es el santo patrón de San Ignacio de Sabaneta, municipio cabecera de la provincia Santiago Rodríguez. En la iglesia principal de la ciudad se celebra anualmente por los devotos el novenario en celebración del día de este santo.

## Instituciones educativas
El número de instituciones educativas dedicadas al santo es proporcional a la inmensa labor educativa llevada a cabo por la Compañía de Jesús.

### México
Presente en México bajo el nombre de Universidad Iberoamericana con campus en Ciudad de México, León, Puebla, Tijuana y Torreón. Forma parte de Asociación de Universidades confiadas a la Compañía de Jesús en América Latina (AUSJAL) y del Sistema Universitario Jesuita. En la ciudad de Guadalajara cuentan con el ITESO (Instituto Tecnológico de Estudios Superiores de Occidente).
En la ciudad de Santiago de Querétaro, la Universidad Autónoma de Querétaro fue fundada el 20 de agosto de 1625, como Colegio de San Ignacio de Loyola y renombrada el 24 de febrero de 1951 como UAQ.
En el puerto de Acapulco, Guerrero, la Universidad Loyola del Pacífico se fundó en el año de 1992.

### Perú
En el virreinato del Perú, en el Cuzco, había una universidad regentada por los jesuitas de este nombre. 
En Lima se encuentran la Universidad San Ignacio de Loyola, el Colegio San Ignacio de Recalde y el Instituto San Ignacio de Loyola, que paradójicamente llevan el nombre de Ignacio pero no son instituciones jesuitas. La Universidad Antonio Ruiz de Montoya y la Universidad del Pacífico, ambas con sede en Lima, forman parte de AUSJAL.

## Sucesión
| Predecesor: — | Prepósito general de la Compañía de Jesús 1541 - 1556 | Sucesor: Diego Laínez |